# Paul Henrion
Paul Henrion (París, 20 de juliol de 1819 - idem. 24 d'octubre de 1901) va ser un compositor francès del segle xix.
En la seva joventut va portar una vida un xic aventurera, i tornat al si de la seva família estudià música. És autor de gran nombre de balades, cants patriòtics, cantates. escenes líriques i romances, algunes de les quals gaudiren de gran popularitat.
Entre les seves obres cal mencionar: les romances Le muletier,Si loin, La manola, Bouquet fané, Moine et bandit, La fille à Simonette, etc., que rebel·len una fresca inspiració i estan escrites amb gust i elegància; l'òpera còmica Une recontre dans le Danube (1854), que no tingué èxit, i diverses petites peces musicals que en el seu temps foren molt aplaudides.